# Лучший тренер месяца (Российская премьер-лига)
«Лучший тренер месяца» — награда тренеру Российской премьер-лиги, вручаемая по итогам каждого месяца в течение игрового сезона.

## Регламент
Начиная с сезона 2019/20 Российская премьер-лига при поддержке телеканала «Матч Премьер» учредила новые индивидуальные награды для вручения тренерам РПЛ по итогам месяца и сезона. «Лучший тренер месяца» выбирается в каждом месяце из 5 номинантов, заранее отобранных экспертами РПЛ.
Лауреаты выбираются совместно — представителями премьер-лиги и «Матч Премьер», а также болельщиками, — посредством голосования в социальных сетях РПЛ. Вручение премии осуществляется на матчах Российской премьер-лиги. В церемонии награждения принимают участие известные спортсмены, звезды шоу-бизнеса, заслуженные ветераны отечественного футбола и функционеры.
Ещё в сезоне 2014/15 Российская футбольная премьер-лига совместно с «Объединением отечественных тренеров по футболу» и телеканалом «Наш футбол» учредили приз «Тренер месяца», который вручался наставникам клубов РФПЛ, добившихся, по мнению авторитетного жюри лучших показателей в каждом из календарных месяцев. Но начиная со следующего сезона награда больше не вручалась.
Также награда существовала и раньше, но без участия РФПЛ. Телекомпания «НТВ-Плюс» и «Банк на Красных воротах» с сезона 2012/13 по 2013/14 проводили голосование среди болельщиков, которые выбирали лучшего специалиста месяца. Победитель получал в награду памятный приз от БНКВ, первым обладателем которого стал Курбан Бердыев.

## Список победителей

### Сезон 2014/2015

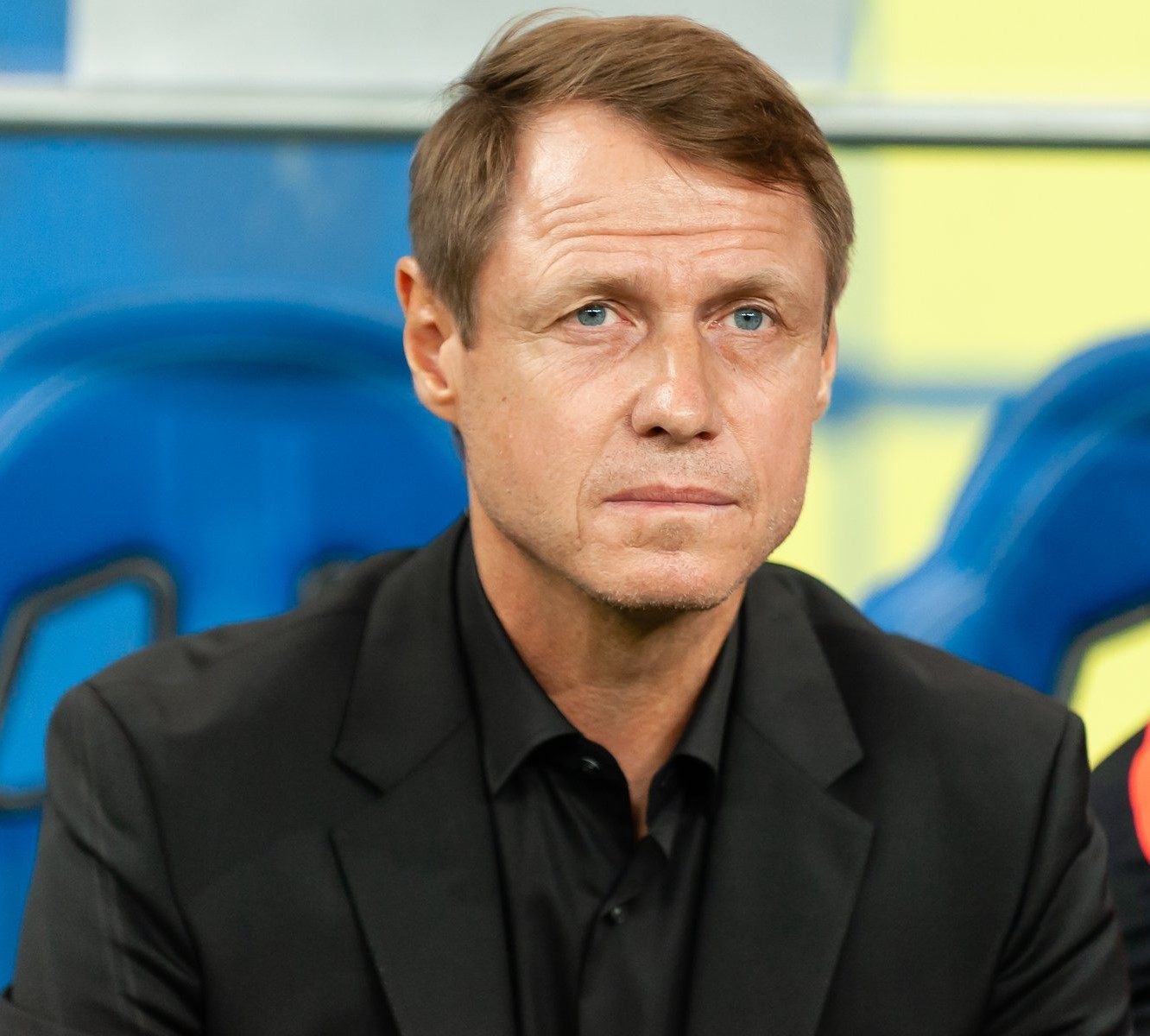
Олег Кононов — 2-кратный обладатель награды.

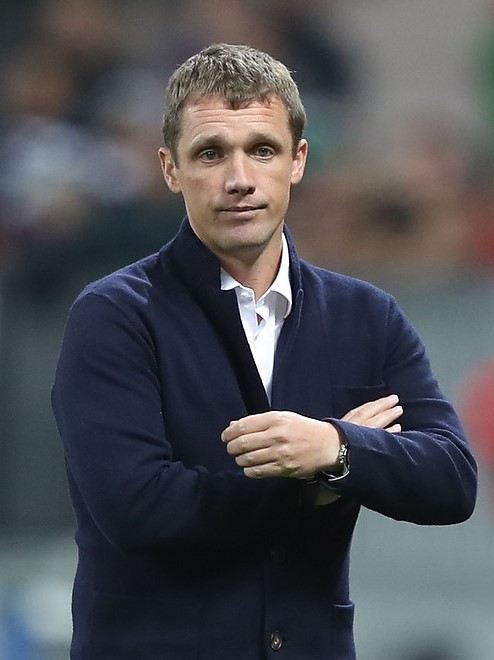
Виктор Гончаренко — первый иностранный специалист, удостоившийся данной награды, а также 4-кратный её обладатель. Выигрывал приз в качестве тренера трёх различных команд.

См. также Чемпионат России по футболу 2014/2015
| Месяц            | Тренер             | Клуб               | *     |
| ---------------- | ------------------ | ------------------ | ----- |
| август           | Олег Кононов       | Краснодар          | [ 2 ] |
| сентябрь         | Виктор Гончаренко  | Кубань (Краснодар) | [ 4 ] |
| октябрь — ноябрь | Рашид Рахимов      | Терек (Грозный)    | [ 5 ] |
| март             | Ринат Билялетдинов | Рубин (Казань)     | [ 6 ] |
| апрель           | Олег Кононов       | Краснодар          | [ 7 ] |

### Сезон 2019/2020

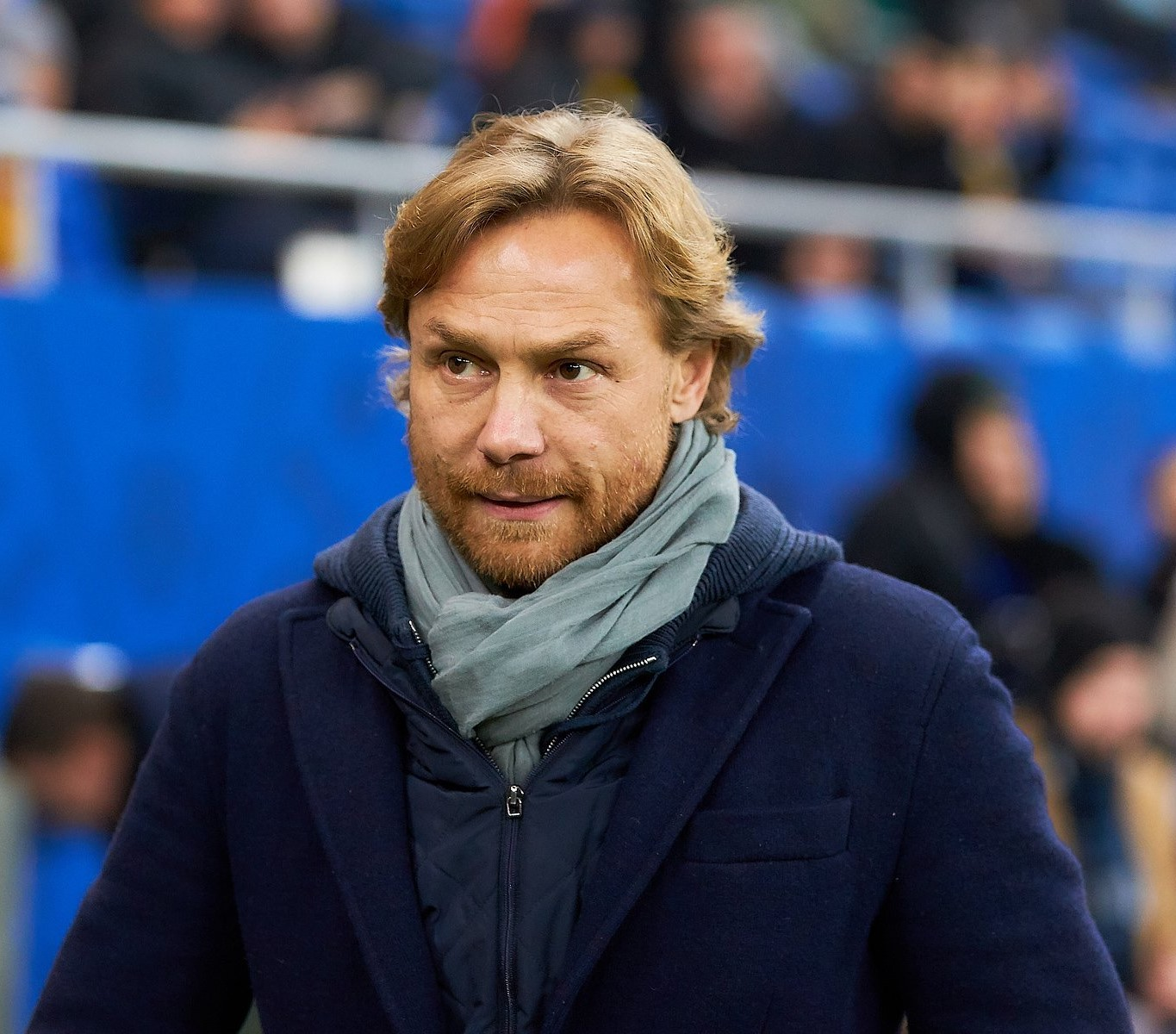
Валерий Карпин — 6-кратный обладатель награды.

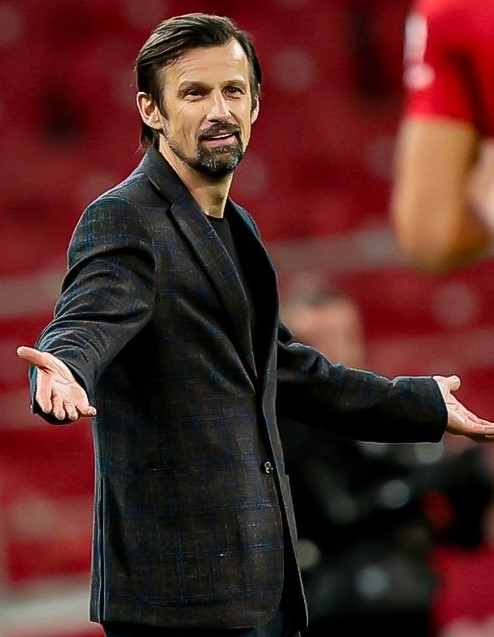
Сергей Семак — 5-кратный обладатель награды.

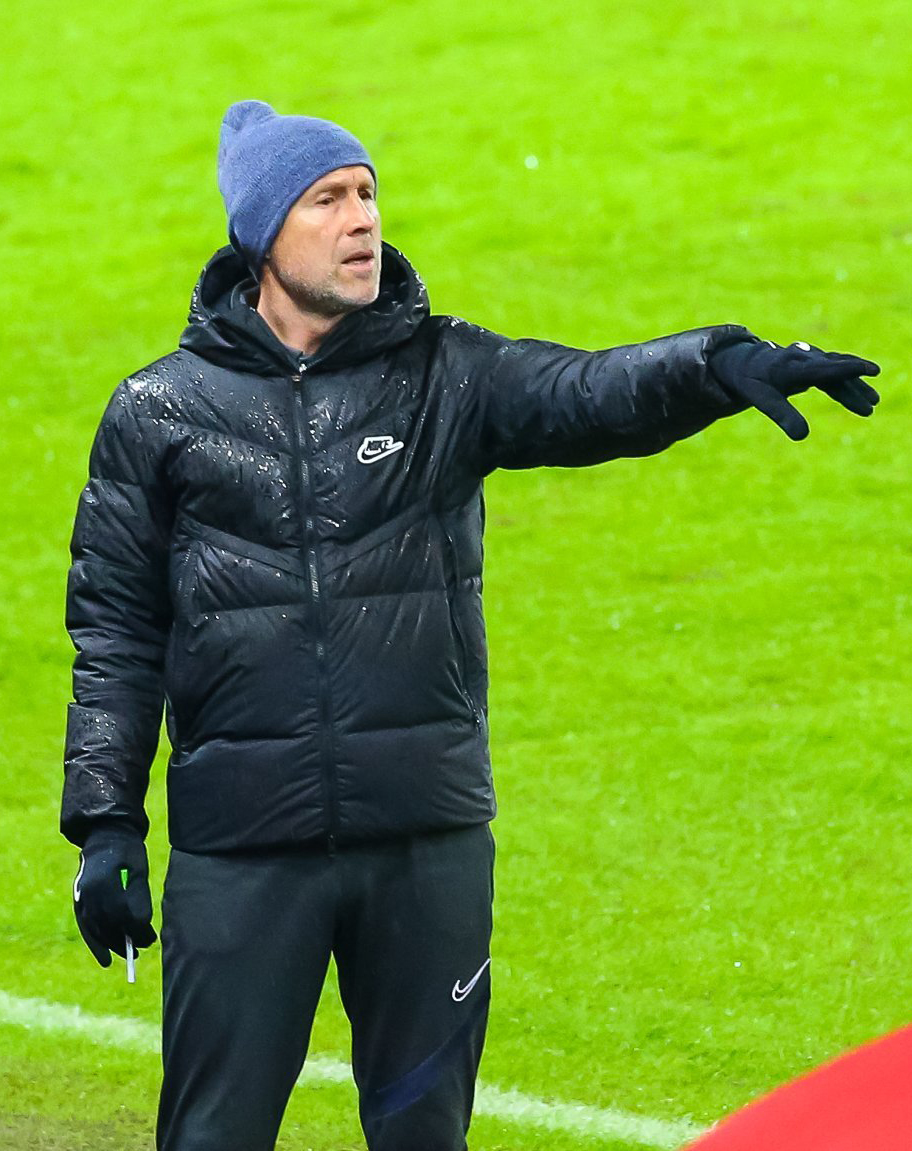
Владимир Федотов — 4-кратный обладатель награды.

См. также Чемпионат России по футболу 2019/2020
| Месяц    | Тренер            | Клуб                    | *             |
| -------- | ----------------- | ----------------------- | ------------- |
| июль     | Валерий Карпин    | Ростов (Ростов-на-Дону) | [ 8 ] [ 9 ]   |
| август   | Валерий Карпин    | Ростов (Ростов-на-Дону) | [ 10 ] [ 11 ] |
| сентябрь | Виктор Гончаренко | ЦСКА (Москва)           | [ 12 ] [ 13 ] |
| октябрь  | Сергей Семак      | Зенит (Санкт-Петербург) | [ 14 ] [ 15 ] |
| ноябрь   | Сергей Первушин   | Тамбов                  | [ 16 ] [ 17 ] |
| декабрь  | Игорь Черевченко  | Арсенал (Тула)          | [ 18 ] [ 19 ] |
| март     | Владимир Федотов  | Сочи                    | [ 20 ] [ 21 ] |
| июнь     | Сергей Семак      | Зенит (Санкт-Петербург) | [ 22 ] [ 23 ] |
| июль     | Сергей Семак      | Зенит (Санкт-Петербург) | [ 24 ] [ 25 ] |

### Сезон 2020/2021
См. также Чемпионат России по футболу 2020/2021
| Месяц    | Тренер            | Клуб               | *             |
| -------- | ----------------- | ------------------ | ------------- |
| август   | Доменико Тедеско  | Спартак (Москва)   | [ 26 ] [ 27 ] |
| сентябрь | Доменико Тедеско  | Спартак (Москва)   | [ 28 ] [ 29 ] |
| октябрь  | Виктор Гончаренко | ЦСКА (Москва)      | [ 30 ] [ 31 ] |
| ноябрь   | Игорь Черевченко  | Химки              | [ 32 ] [ 33 ] |
| декабрь  | Игорь Черевченко  | Химки              | [ 34 ] [ 35 ] |
| март     | Марко Николич     | Локомотив (Москва) | [ 36 ] [ 37 ] |
| апрель   | Марко Николич     | Локомотив (Москва) | [ 38 ] [ 39 ] |
| май      | Леонид Слуцкий    | Рубин (Казань)     | [ 40 ] [ 41 ] |

### Сезон 2021/2022

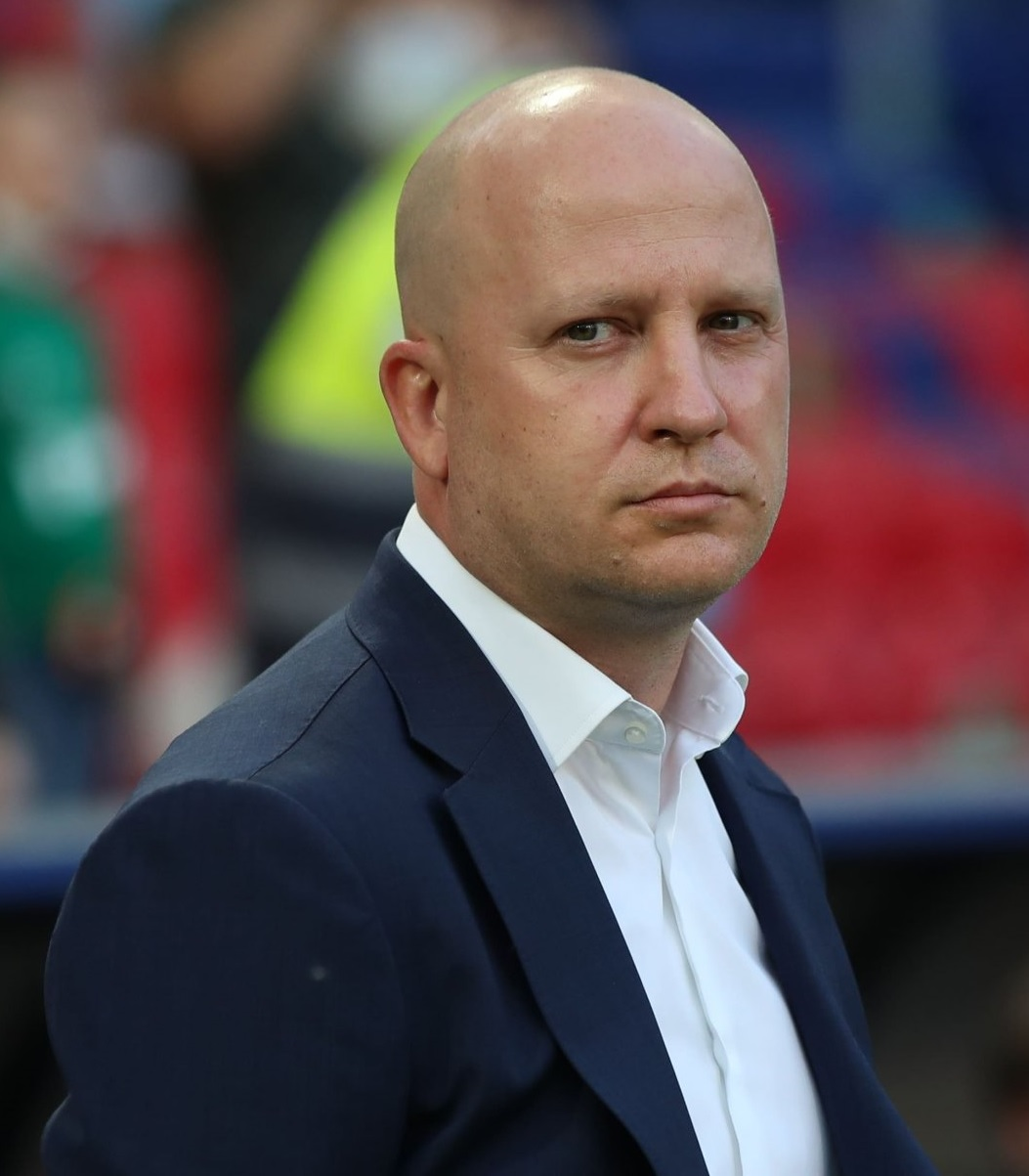
Марко Николич — 4-кратный обладатель награды.

См. также Чемпионат России по футболу 2021/2022
| Месяц            | Тренер             | Клуб                    | *             |
| ---------------- | ------------------ | ----------------------- | ------------- |
| июль — август    | Сандро Шварц       | Динамо (Москва)         | [ 42 ] [ 43 ] |
| сентябрь         | Сандро Шварц       | Динамо (Москва)         | [ 44 ] [ 45 ] |
| октябрь          | Игорь Осинькин     | Крылья Советов (Самара) | [ 46 ] [ 47 ] |
| ноябрь — декабрь | Сандро Шварц       | Динамо (Москва)         | [ 48 ] [ 49 ] |
| февраль — март   | Алексей Березуцкий | ЦСКА (Москва)           | [ 50 ] [ 51 ] |
| апрель           | Валерий Карпин     | Ростов (Ростов-на-Дону) | [ 52 ] [ 53 ] |
| май              | Владимир Федотов   | Сочи                    | [ 54 ] [ 55 ] |

### Сезон 2022/2023
См. также Чемпионат России по футболу 2022/2023
| Месяц    | Тренер             | Клуб                    | *             |
| -------- | ------------------ | ----------------------- | ------------- |
| июль     | Владимир Федотов   | ЦСКА (Москва)           | [ 56 ] [ 57 ] |
| август   | Сергей Семак       | Зенит (Санкт-Петербург) | [ 58 ] [ 59 ] |
| сентябрь | Валерий Карпин     | Ростов (Ростов-на-Дону) | [ 60 ] [ 61 ] |
| октябрь  | Виктор Гончаренко  | Урал (Екатеринбург)     | [ 62 ] [ 63 ] |
| ноябрь   | Валерий Карпин     | Ростов (Ростов-на-Дону) | [ 64 ] [ 65 ] |
| март     | Михаил Галактионов | Локомотив (Москва)      | [ 66 ] [ 67 ] |
| апрель   | Владимир Федотов   | ЦСКА (Москва)           | [ 68 ] [ 69 ] |

### Сезон 2023/2024
См. также Чемпионат России по футболу 2023/2024
| Месяц            | Тренер             | Клуб                    | *             |
| ---------------- | ------------------ | ----------------------- | ------------- |
| июль — август    | Владимир Ивич      | Краснодар               | [ 70 ] [ 71 ] |
| сентябрь         | Владимир Ивич      | Краснодар               | [ 72 ] [ 73 ] |
| октябрь          | Сергей Ташуев      | Факел (Воронеж)         | [ 74 ] [ 75 ] |
| ноябрь — декабрь | Рашид Рахимов      | Рубин (Казань)          | [ 76 ] [ 77 ] |
| март             | Валерий Карпин     | Ростов (Ростов-на-Дону) | [ 78 ] [ 79 ] |
| апрель           | Владимир Слишкович | Спартак (Москва)        | [ 80 ] [ 81 ] |

### Сезон 2024/2025
См. также Чемпионат России по футболу 2024/2025
| Месяц            | Тренер         | Клуб                    | *             |
| ---------------- | -------------- | ----------------------- | ------------- |
| июль — август    | Сергей Семак   | Зенит (Санкт-Петербург) | [ 82 ] [ 83 ] |
| сентябрь         | Мурад Мусаев   | Краснодар               | [ 84 ] [ 85 ] |
| октябрь          | Мурад Мусаев   | Краснодар               | [ 86 ] [ 87 ] |
| ноябрь — декабрь | Деян Станкович | Спартак (Москва)        | [ 88 ] [ 89 ] |
| март             | Марко Николич  | ЦСКА (Москва)           | [ 90 ] [ 91 ] |
| апрель           | Марко Николич  | ЦСКА (Москва)           | [ 92 ] [ 93 ] |

## Победы по количеству

### По тренерам
| Тренер             | Количество попаданий | Месяцы                                                                     |
| ------------------ | -------------------- | -------------------------------------------------------------------------- |
| Валерий Карпин     | 6                    | июль 2019, август 2019, апрель 2022, сентябрь 2022, ноябрь 2022, март 2024 |
| Сергей Семак       | 5                    | октябрь 2019, июнь 2020, июль 2020, август 2022, июль — август 2024        |
| Виктор Гончаренко  | 4                    | сентябрь 2014, сентябрь 2019, октябрь 2020, октябрь 2022                   |
| Владимир Федотов   | 4                    | март 2020, май 2022, июль 2022, апрель 2023                                |
| Марко Николич      | 4                    | март 2021, апрель 2021, март 2025, апрель 2025                             |
| Игорь Черевченко   | 3                    | декабрь 2019, ноябрь 2020, декабрь 2020                                    |
| Сандро Шварц       | 3                    | июль — август 2021, сентябрь 2021, ноябрь — декабрь 2021                   |
| Олег Кононов       | 2                    | август 2014, апрель 2015                                                   |
| Доменико Тедеско   | 2                    | август 2020, сентябрь 2020                                                 |
| Владимир Ивич      | 2                    | июль — август 2023, сентябрь 2023                                          |
| Рашид Рахимов      | 2                    | октябрь — ноябрь 2014, ноябрь — декабрь 2023                               |
| Мурад Мусаев       | 2                    | сентябрь 2024, октябрь 2024                                                |
| Ринат Билялетдинов | 1                    | март 2015                                                                  |
| Сергей Первушин    | 1                    | ноябрь 2019                                                                |
| Леонид Слуцкий     | 1                    | май 2021                                                                   |
| Игорь Осинькин     | 1                    | октябрь 2021                                                               |
| Алексей Березуцкий | 1                    | февраль — март 2022                                                        |
| Михаил Галактионов | 1                    | март 2023                                                                  |
| Сергей Ташуев      | 1                    | октябрь 2023                                                               |
| Владимир Слишкович | 1                    | апрель 2024                                                                |
| Деян Станкович     | 1                    | ноябрь — декабрь 2024                                                      |

- Выделены действующие тренеры чемпионата России.
- При равенстве количества премий выше стоит тренер, получивший последнюю для себя премию раньше.

### По странам
| Страна               | Количество попаданий |
| -------------------- | -------------------- |
| Россия               | 26                   |
| Сербия               | 7                    |
| Германия             | 5                    |
| Таджикистан          | 5                    |
| Белоруссия           | 4                    |
| Босния и Герцеговина | 1                    |

- При равенстве количества премий выше стоит страна, тренер которой получил последнюю для себя премию раньше.

### По клубам
| Клуб                    | Количество попаданий |
| ----------------------- | -------------------- |
| ЦСКА (Москва)           | 7                    |
| Ростов (Ростов-на-Дону) | 6                    |
| Краснодар               | 6                    |
| Зенит (Санкт-Петербург) | 5                    |
| Спартак (Москва)        | 4                    |
| Динамо (Москва)         | 3                    |
| Локомотив (Москва)      | 3                    |
| Рубин (Казань)          | 3                    |
| Химки                   | 2                    |
| Сочи                    | 2                    |
| Кубань (Краснодар)      | 1                    |
| Ахмат (Грозный)         | 1                    |
| Тамбов                  | 1                    |
| Арсенал (Тула)          | 1                    |
| Крылья Советов (Самара) | 1                    |
| Урал (Екатеринбург)     | 1                    |
| Факел (Воронеж)         | 1                    |

- При равенстве количества премий выше стоит клуб, тренер которого получил последнюю для себя премию раньше.